# Trifida
Trifida är ett släkte av insekter. Trifida ingår i familjen dvärgstritar.
Kladogram enligt Catalogue of Life:
| Trifida | \| \| Trifida melichari \| \| \| \| \| \| Trifida quadripunctata \| \| \| \| |
|         | \| \| Trifida melichari \| \| \| \| \| \| Trifida quadripunctata \| \| \| \| |
|         | Trifida melichari                                                            |
|         |                                                                              |
|         | Trifida quadripunctata                                                       |
|         |                                                                              |